# Vodní elektrárna Hrauneyjafoss
Vodní elektrárna Hrauneyjafoss (islandsky Hrauneyjafosstöð) je vodní elektrárna na Islandu napájena řekou Tungnaá. Postavena byla v roce 1981. Z elektrárny jsou řízeny další dvě elektrárny a sice Vatnsfell a Sigalda. S kapacitou 210 MW se jedná o třetí nejvýkonnější elektrárnu v zemi.